# Order Zasługi (Norwegia)
Królewski Norweski Order Zasługi (norw. Den Kongelige Norske Fortjenstorden lub Den Kongelege Norske Fortenstordenen) – drugie odznaczenie cywilne Królestwa Norwegii, przyznawane za wybitne zasługi wobec Norwegii i ludzkości.

## Historia i insygnia
Order został ustanowiony w 14 lipca 1985 przez Rząd Norwegii, co tego samego dnia zatwierdził król Olafa V ustanawiając statuty orderowe. Odznaczenie to powstało w celu nagradzania obywateli cudzoziemskich i Norwegów zamieszkałych poza granicami państwa za wybitne zasługi wobec Norwegii i ludzkości. Stworzono go, by uniknąć zbyt wielu nadań jedynego norweskiego Orderu św. Olafa, który od chwili ustanowienia Orderu Zasługi jest nadawany tylko Norwegom zamieszkałym na terenie kraju.
Order zorganizowany jest w systemie trzystopniowym z dodatkowym podziałem obu niższych stopni na dwie klasy:
- Krzyż Wielki (Storkross),
- Komandor:
  - Komandor z Gwiazdą (Kommandør med stjerne),
  - Komandor (Kommandør),
- Kawaler:
  - Kawaler I Klasy (Riddar av 1. klasse),
  - Kawaler (Riddar)[3],

gdzie stopień oficerski (czyli Kawalera I Klasy) dodano w lipcu 1986.
Order nadawany jest przez monarchę za pośrednictwem norweskiego Ministerstwa Spraw Zagranicznych. Oznaki w odróżnieniu do Orderu św. Olafa są własnością odznaczonego, ale przy otrzymaniu wyższej klasy trzeba odesłać dotychczasową oznakę do kancelarii orderowej.

## Wygląd
Odznaka orderu to pozłacany krzyż grecki typu tzw. krzyża koniczynowego – zwany krzyżem św. Olafa – z prostymi złotymi koronami typu średniowiecznego między ramionami. Na awersie nałożony jest nań emaliowany na czerwono krzyż grecki z ukoronowanym monogramem założyciela "O V" pośrodku krzyża, nieemaliowany rewers nosi rok ustanowienia orderu – "1985".
Gwiazda orderowa jest srebrna, ośmiopromienna, z nałożoną na nią oznaką orderu przy 1. stopniu lub z czerwonym greckim krzyżem z królewskim monogramem przy 2. stopniu. Oznaka orderowa najniższego stopnia – Kawalera I Klasy – jest srebrna i pozłacana, a Kawalera – srebrna.
Order noszony jest na ciemnoniebieskiej wstążce.